# The Empire Strikes Back
 (février 2025).
Pour les articles homonymes, voir L'Empire contre-attaque.
The Empire Strikes Back est une mixtape de Statik Selektah et de G-Unit, sortie le 17 avril 2006.

## Liste des titres
| No  | Titre                               | Interprète(s)                                     | Durée |
| --- | ----------------------------------- | ------------------------------------------------- | ----- |
| 1.  | Statik Selektah Intro               | Statik Selektah                                   | 0:31  |
| 2.  | Who Kid Intro                       | Whoo Kid                                          | 0:20  |
| 3.  | The Grind                           | 50 Cent & The Notorious B.I.G.                    | 3:36  |
| 4.  | Who Dat                             | M.O.P. & Young Buck                               | 2:50  |
| 5.  | Every Time                          | Statik Selektah featuring Mobb Deep & Termanology | 3:22  |
| 6.  | I Cant Wait (Have a Party Pt. 2)    | Mobb Deep featuring 50 Cent                       | 3:31  |
| 7.  | I Got It Made                       | Lloyd Banks, Paul Wall & Kool G Rap               | 2:18  |
| 8.  | Window Shopper (Remix)              | 50 Cent featuring Ma$e & Lloyd Banks              | 2:50  |
| 9.  | 718                                 | Cormega featuring Lil' Fame                       | 1:51  |
| 10. | Tearz (Freestyle)                   | Tony Yayo                                         | 1:08  |
| 11. | When I Was Down                     | Lloyd Banks                                       | 2:50  |
| 12. | 50 This, 50 That                    | 50 Cent featuring M.O.P.                          | 1:57  |
| 13. | Man Down                            | Young Buck & Prodigy                              | 3:41  |
| 14. | We Killin Em                        | Young Buck                                        | 1:09  |
| 15. | How the Hell                        | Young Buck & i-20                                 | 2:33  |
| 16. | South Side Gorilla-Unit             | 50 Cent                                           | 1:19  |
| 17. | G-Unot Killer                       | Spider Loc                                        | 2:29  |
| 18. | Death Before Dishonor               | Spider Loc                                        | 2:34  |
| 19. | Pimpin (P.I.M.P. Pt. 2)             | 50 Cent                                           | 3:35  |
| 20. | Curious RMX (Live from the Bahamas) | Tony Yayo                                         | 2:49  |
| 21. | So Sexy (Remix)                     | Olivia featuring Termanology                      | 4:35  |
| 22. | Emotional                           | 50 Cent                                           | 2:21  |
| 23. | Stick Up                            | 50 Cent featuring G-Unit                          | 1:50  |
| 24. | Whip Pussy                          | Lloyd Banks                                       | 2:43  |
| 25. | Beef 2006                           | The Notorious B.I.G. featuring Mobb Deep          | 2:41  |
| 26. | Outro                               | Tony Yayo, Whoo Kid & Statik Selektah             | 0:44  |